# 山羊の歌
『山羊の歌』（やぎのうた）は、1934年（昭和9年）に刊行された中原中也による日本の詩集。中也の生前に唯一刊行された詩集だった。刊行元は文圃堂。装丁は高村光太郎が手掛けた。

## 出版まで
1932年（昭和7年）4月、中原中也は詩集の編集を始めた。6月、予約募集の宣伝を出したが、協力してくれたのはわずか10名程度だった。少なかったので7月に二次募集をしたが、結果は変わらなかった。9月、母からもらった300円（当時の価格）で印刷にかかるが、資金が続かなかった。10月に印刷を完了し、中也は印刷し終えた本文と型紙を安原喜弘に預ける。
翌年4月、芝書店に持ち込むが断られる。9月頃、江川書房から刊行する予定だったが実現しなかった。11月に文圃堂で出版が決定する。
1934年12月に刊行された。刊行部数は限定200部だった。

## 収録作品について
収録作品は大きく「初期詩篇」「少年時」「みちこ」「秋」「羊の歌」の5つに分けられている。
収録作品は、「羊の歌」の3篇および他の章に含まれる4篇を除き、1929年から1930年にかけて同人誌『白痴群』などに発表した作品である。

## 評価
刊行当時、河上徹太郎をはじめ、小林秀雄、草野心平、日夏耿之介から好意的な評価を得た。

## 著名な収録作品
- サーカス
- 汚れつちまつた悲しみに……
- 悲しき歌